# Ixora temptans
Ixora temptans är en måreväxtart som beskrevs av Cornelis Eliza Bertus Bremekamp. Ixora temptans ingår i släktet Ixora och familjen måreväxter. Inga underarter finns listade i Catalogue of Life.